# Goleama Cinka, Kărdjali
Goleama Cinka (în bulgară Голяма Чинка) este un sat în comuna Krumovgrad, regiunea Kărdjali,  Bulgaria. 

## Demografie
Componența etnică a satului Goleama Cinka
     Turci (98,12%)
     Nicio identificare (1,87%)
     Altele (0%)
La recensământul din 2011, populația satului Goleama Cinka era de 213 locuitori. Din punct de vedere etnic, majoritatea locuitorilor (98,12%) erau turci. Pentru 1,87% din locuitori nu este cunoscută apartenența etnică.